# Cossaye
Cossaye é uma comuna francesa na região administrativa de Borgonha-Franco-Condado, no departamento Nièvre. Estende-se por uma área de 51,89 km². Em 2010 a comuna tinha 720 habitantes (densidade: 13,9 hab./km²).